# 座長座長
座長座長（ざちょうざちょう）は吉本興業所属の漫才コンビ。

## メンバー
- 小籔千豊（こやぶ かずとよ）
- 川畑泰史（かわばた やすし）

## 概要
吉本新喜劇座長の小籔千豊と、同じく座長の川畑泰史が結成した漫才コンビ。2007年M-1グランプリに出場し、準決勝進出。また2008年から始まったキングオブコントにも出場し、準決勝進出を果たしている。コンビ名は2人とも座長であることから。かつて小籔は、同期である土肥ポン太と座長・社長というコンビを組んでM-1グランプリに参加していたこともあるが、結果はすべて3回戦敗退。そのこともあって土肥とのコンビをやめ、先輩の川畑とコンビを組みM-1グランプリに臨んだ。